# Esquibien
Esquibien (tiếng Breton: An Eskevien) là một xã của tỉnh Finistère, thuộc vùng Bretagne, miền tây bắc Pháp.

## Dân số
Người dân ở Esquibien được gọi là Esquibiennois.